# Blekven
Blekven (Agrostis pourretii) är en gräsart som beskrevs av Carl Ludwig von Willdenow. Enligt Catalogue of Life ingår Blekven i släktet ven och familjen gräs, men enligt Dyntaxa är tillhörigheten istället släktet ven och familjen gräs. Arten förekommer tillfälligt i Sverige, men reproducerar sig inte. Inga underarter finns listade i Catalogue of Life.

## Bildgalleri

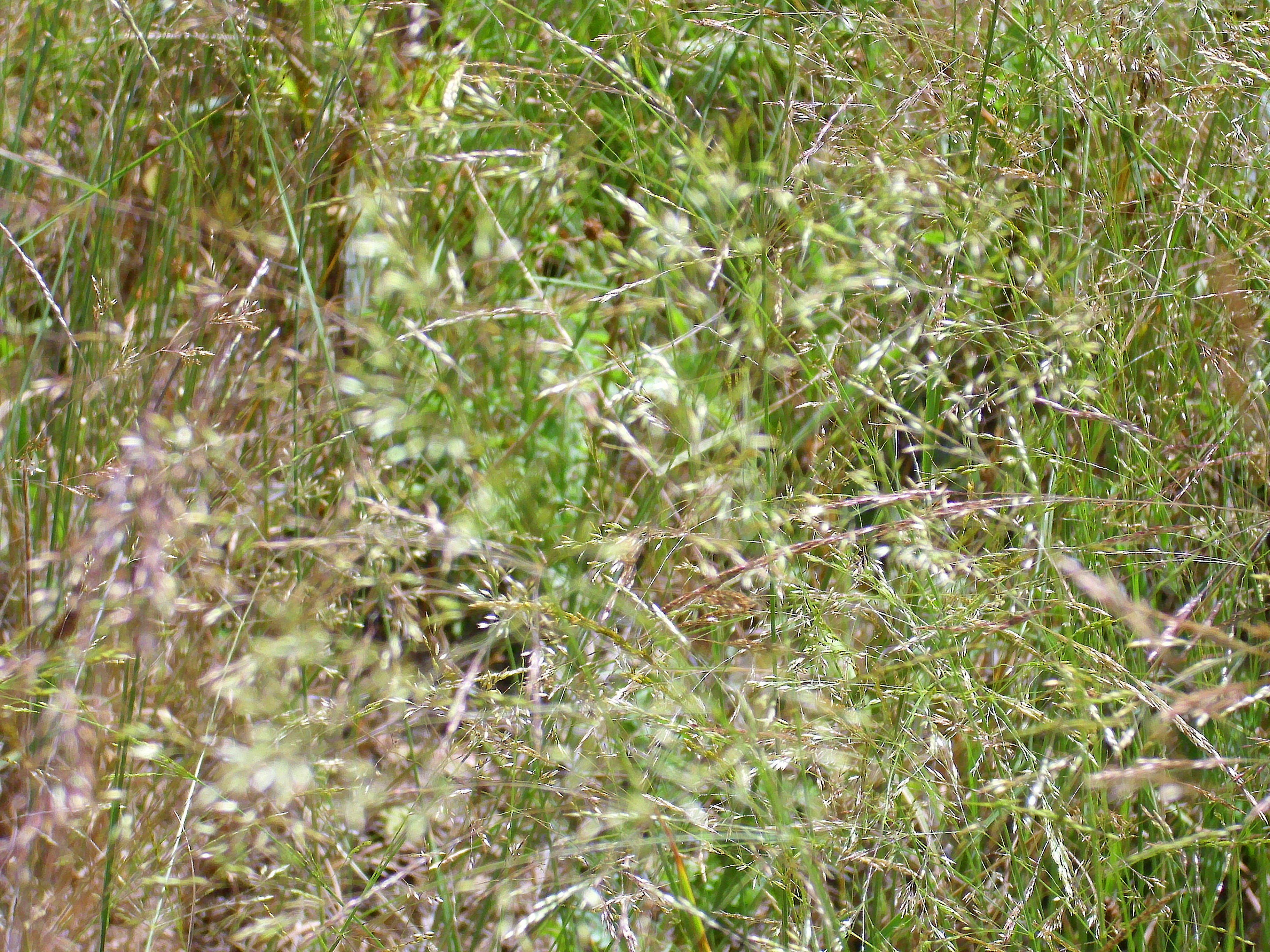